# Jean-Michel Vandamme
Pour les articles homonymes, voir Vandamme.
Jean-Michel Vandamme, né le 10 novembre 1959 à Sedan, est un ex-footballeur français, devenu entraîneur puis directeur sportif et dirigeant. Il est actuellement à la tête du centre de formation du LOSC Lille.

## Biographie
Après sa carrière de footballeur au LOSC où il arrive à  l'âge de 15 ans, il devient l'adjoint de Georges Heylens. Il devient ensuite l'entraîneur adjoint du RC Lens pendant 3 saisons avant de repartir à Lille et de devenir directeur du centre formation en 1993, poste qu'il occupe toujours aujourd'hui. Il devient également en 2009 le conseiller sportif de Michel Seydoux jusqu’au départ de ce dernier en 2017. 
Le 1er juillet 2011, il remplace Jean-Luc Buisine au poste de directeur de la cellule recrutement à la suite du départ de ce dernier pour l'AS Monaco.
Il quitte le club nordiste, en 2018, avec l'arrivée de Gérard Lopez et de Luis Campos. Ce départ marque le terme de plus de quarante ans passés à Lille. En février 2019, il devient recruteur pour le centre de formation de l'AS Saint-Étienne. La même année, il ouvre sa société de conseil consacrée aux clubs professionnels. 
Au mois d'avril 2021, il fait son retour au Domaine de Luchin et reprend la direction au centre de formation du LOSC.
Jean-Michel Vandamme est entre autres responsable de l'éclosion de nombreux jeunes talents issus du centre de formation des Dogues comme Eden Hazard, Yohan Cabaye, Mathieu Debuchy, Idrissa Gueye, Lucas Digne, Divock Origi, Benjamin Pavard ou encore plus récemment Martin Terrier, Lucas Chevalier et Leny Yoro.

## Palmarès

### Joueur
LOSC Lille
- Championnat de France de Division 2 (1) :
  - Champion : 1978